# 小行星1763
小行星1763（1763 Williams）是一颗围绕太阳公转的小行星。1953年10月13日，印第安纳大学在摩根县发现了此天体。
該小行星以英國數學家肯·P·威廉姆斯（Ken P. Williams）命名。
這顆小行星的绝对星等为28.66898124295837等。